# Respect Your Mom
Respect Your Mom — українська рок-група, виконує музику в змішаних жанрах, основою яких є гранж , експериментальний рок і інді-рок . Група була створена в 2008 році в Києві солісткою Машою «Сата» Івановою.

## Історія

### Формування і дебютний альбом (2008—2013)
У 2005 році Маша Іванова знайомиться з Євгеном Белобловським на репетиції жіночої хардкор -групи, де вона була вокалісткою. Буквально через два тижні після знайомства, створюється група Drugstore, до складу якої входять засновники групи Маша Іванова (гітара, вокал) і Євген Белобловський (бас-гітара), а також барабанщик Міко. Через деякий час Міко покидає колектив і група знаходить новий формат. Тепер Євген Белобловський стає гітаристом, а на роль басиста запрошується його племінник Артем Караванів. У 2009 році група змінює назву на «Respect Your Mom».
У травні 2011 року випускається дебютний альбом групи під назвою «EP». Альбом складається з 10 пісень, серед яких трек «Adore», написаний Машею Івановою ще в первісному складі групи Drugstore. Саме він потрапляє в топ-10 кращих треків на Jamendo і тримається там два тижні поспіль. За цей час його почуло більше 50 тисяч чоловік і він отримав 30 тисяч завантажень. У 2012 році трек «Butterflies» потрапляє в ефір української радіостанції Radio ROKS. З 2013 року група виступає на сценах великих українських рок-фестивалів, серед яких ResPublica і Гогольфест.

### «Inside The Other Side» і «Dream Paralysis» (2014-)
У серпні 2014 року виходить другий альбом групи під назвою «Inside The Other Side», зведений і записаний (крім композиції «Dust») на студії REVET SOUND .
Головний редактор порталу «cultprostir.ua» Ігор Панасов про альбом «Inside The Other Side»:
 «Первый полноформатный альбом киевской гранж-команды, которая шла к этому шесть лет. Годы стараний стоили того: на выходе у Respect Your Mom появились плотные, дикие и оголтелые песни с параноидальным отблеском, устоять перед которыми крайне сложно. Подача злая по всем фронтам — от болезненного женского вокала, который колеблется между стоном и криком, к саунду, что накатывает на голову слушателя с грацией бульдозера. Один из самых эффектных рок-альбомов года в Украине. Впитывается на одном дыхании и вызывает радость за людей, у которых в творческом запале действительно едет крыша»
Портал krockyrock.com.ua:
«Це неймовірно насичена амплітудна робота, у якій однаково гармонійно поєднується сильний жіночий вокал, місцями тягучий, а подекуди емоційний й надривний, та інструментально-гітарна психоделія, розмазаний гранж-брудом по експериментальному звуку. Альбом налічує 9 композицій, кожна з яких унікальна у своїй мірі. Це повністю дикий та несамовитий альбом, який слухається й сприймається на одному диханні. Один з найяскравіших релізів цього року.»
Трек «Induk» отримує схвальні відгуки від українських критиків в особі фронтмена групи " Друга Ріка " Валерія Харчишина, саунд-продюсера Євгена Ступки і гітариста групи " Воплі Відоплясова " і сольного виконавця Євгена Рогачевського: "Жваво, енергійно й емоційно! Динамічний трек. Впевнене виконання. Непересічній яскравий голос. Сміліва гітарна поліфонія. Веселий привіт Інді-Хвилі 80-х! " . Інший трек групи, «Anny Morr», потрапляє до збірки «Ре: еволюція III» від лейблів Іншамузика.
У 2015 році група знімає свій перший концертний кліп на пісню «Anny Morr», який запускається в ротацію на музичному каналі A-One. У жовтні того ж року Respect Your Mom організовує свій андеграундний фестиваль " RiotFEST ", що проходить в нетиповій локації історичного району міста Києва .
У 2016 році виходить нове відео на пісню «Murder», яке також запускається в ротацію на музичному каналі A-One і потрапляє в різні музичні огляди і рейтинги з позначками «дивне», «якісне» і «стильне» .
У лютому 2017 року група випускає EP-альбом «Dream Paralysis», що складається з шести треків.

## Склад

### Поточний склад
- Маша «Сата» Іванова — вокал, гітара
- Петро Осипенко — гітара
- Олександр Чуб — бас-гітара
- Володимир Перегінець — барабани

### колишні учасники
- Міко — барабани
- Артем Караванів
- Євген Белобловскій
- Миколай Сватенко
- etc.

## Дискографія

### Альбоми
| Рік  | Назва                 | Лейбл |
| ---- | --------------------- | ----- |
| 2011 | EP                    |       |
| 2014 | Inside The Other Side |       |
| 2017 | Dream Paralysis (EP)  |       |

## посилання
- Офіційна сторінка Respect Your Mom на сайті SoundCloud [Архівовано 4 березня 2016 у Wayback Machine.]
- Профіль Respect Your Mom на Last.fm [Архівовано 10 лютого 2017 у Wayback Machine.]
- Профіль Respect Your Mom на Bandcamp [Архівовано 26 червня 2019 у Wayback Machine.]
- Офіційна сторінка Respect Your Mom в соціальній мережі Facebook
- Офіційна сторінка Respect Your Mom в соціальній мережі VK [Архівовано 17 серпня 2019 у Wayback Machine.]